# Pomosexualita

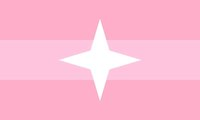
Návrh vlajky

Pomosexualita je speciální sexuální orientace. Pomosexuální jedinec se nazývá pomosexuál; je to člověk, který se nehlásí k žádné sexuální orientaci (např. k heterosexualitě), často proto, že dělení lidí podle sexuálních orientací neuznává, nebo si myslí, že dělení lidí podle sexuální orientace je zastaralé.
Název pomosexualita se odvíjí od anglického slova pomo (zkratka slova postmoderní) a slova sexualita.

## Historie
- 1997–1998: Lawrence Schimel a Carol Queen se poprvé zmínili o pomosexualitě.[3][6]
- Září 2008: zmínka o pomosexualitě v časopise Journal of Bisexuality.
- Červenec 2017: pomosexuální komunitou byla vytvořena pomosexuální vlajka (2 různé návrhy)
- Září 2017: byl zaveden den pomosexuality (10. října)[1]

## Odnože pomosexuality
- Comosexuál: někdo, kdo cítí sexuální přitažlivost k určitému pohlaví, přesto se nazývá pomosexuálem.[7]
- Kryptosexuál: člověk, co si myslí, že má sexuální orientaci natolik složitou, že ji nelze popsat a že ji ani sám nerozumí.[8]
- Omniacepomo: člověk, jehož sexuální orientace je na asexuálním spektru, tj. který si myslí, že se jeho sexuální orientace nedá popsat slovy.[9][1]